# Rund um den Henninger-Turm 1983
Il Rund um den Henninger-Turm 1983, ventiduesima edizione della corsa, si svolse il 1º maggio su un percorso di 242 km, con partenza e arrivo a Francoforte sul Meno. Fu vinto dal belga Ludo Peeters della squadra TI-Raleigh-Campagnolo davanti all'olandese Leo van Vliet e all'altro belga Luc Colijn.

## Ordine d'arrivo (Top 10)
| Pos. | Corridore         | Squadra                       | Tempo    |
| ---- | ----------------- | ----------------------------- | -------- |
| 1    | Ludo Peeters      | TI-Raleigh-Campagnolo         | 6h29'19" |
| 2    | Leo van Vliet     | TI-Raleigh-Campagnolo         | a 14"    |
| 3    | Luc Colijn        | Fangio-Tonissteiner-OM Trucks | a 20"    |
| 5    | Bert Oosterbosch  | TI-Raleigh-Campagnolo         | s.t.     |
| 6    | Marc Gomez        | Wolber-Spidel                 | s.t.     |
| 7    | Jos Schipper      | Elro Snacks-Auto Brabant      | s.t.     |
| 8    | Steven Rooks      | Sem-France-Loire-Mavic        | s.t.     |
| 9    | Benny Van Brabant | Splendor-Euro Shop            | s.t.     |
| 10   | Phil Anderson     | Peugeot-Shell-Michelin        | s.t.     |

L'olandese Adri Van Der Poel, giunto quarto sul traguardo, venne in seguito escluso dall'ordine di arrivo.